# Élections européennes de 2024 en Hongrie
Pour un article plus général, voir Élections européennes de 2024.
Les élections européennes de 2024 en Hongrie sont les élections des députés de la dixième législature du Parlement européen, qui se déroulent du 6 au 9 juin 2024 dans tous les États membres de l'Union européenne. En Hongrie, elles se tiennent le 9 juin 2024 pour élire les 21 sièges alloués au pays.
Au pouvoir depuis 14 ans, le Fidesz remporte les élections, mais en ressort affaibli, résultat des gains obtenus par Tisza, un nouveau parti politique.

## Mode de scrutin
Les élections européennes en Hongrie se tiennent selon le principe de la représentation proportionnelle, à l'échelle d'une circonscription unique. Seuls les partis politiques enregistrés peuvent y présenter des listes, et doivent dépasser le seuil de 5 % des suffrages exprimés pour pouvoir participer à la répartition des sièges, qui se tient selon la méthode d'Hondt.

## Campagne

### Partis et candidats
| Coalition ou parti politique | Coalition ou parti politique          | Positionnement et idéologie                                                                               | Résultats en 2019 | Tête de liste    | Députés sortants | Députés sortants |
| Coalition ou parti politique | Coalition ou parti politique          | Positionnement et idéologie                                                                               | Résultats en 2019 | Tête de liste    | Nombre           | Groupe politique |
| ---------------------------- | ------------------------------------- | --- | ----------------- | ---------------- | ---------------- | ---------------- |
|                              | Fidesz–KDNP                           | Droite à extrême droite Nationalisme, national-conservatisme, démocratie chrétienne, conservatisme social | 52,56 %           | Tamás Deutsch    | 13 / 21          | PPE(suspendu)    |
|                              | Jobbik                                | Droite Nationalisme, national-conservatisme                                                               | 14,67 %           | Péter Róna       | 1 / 21           | NI               |
|                              | Tisza                                 | Centre droit Anti-corruption, europhilie                                                                  | Nv.               | Péter Magyar     | 0 / 21           |                  |
|                              | Coalition démocratique–MSZP–Dialogue  | Centre gauche Social-démocratie, social-libéralisme, europhilie, écologie politique                       | 9,75 %            | Klára Dobrev     | 5 / 21           | S&D              |
|                              | Parti vert de Hongrie                 | Centre gauche Écologie politique                                                                          | 5,04 %            | Péter Ungár      | 0 / 21           | Verts/ALE        |
|                              | Mouvement Momentum                    | Centre Libéralisme, conservatisme, europhilie                                                             | Nv.               | Anna Donáth      | 0 / 21           |                  |
|                              | Parti hongrois du chien à deux queues | Satire | Nv.               | Marietta Le      | 0 / 21           |                  |
|                              | Mouvement Notre patrie                | Extrême droite Ultranationalisme, irrédentisme, euroscepticisme                                           | Nv.               | László Toroczkai | 0 / 21           |                  |
|                              | Parti de l'Ère de la seconde réforme  | Centre Démocratie, Technocratie                                                                           | Nv.               | Gábor Vona       | 0 / 21           |                  |
|                              | Parti de tout le peuple hongrois      | Centre droit Libéral-conservatisme, démocratie chrétienne, libéralisme économique, europhilie             | Nv.               | Péter Márki-Zay  | 0 / 21           |                  |
|                              | Mouvement solution                    | Attrape-tout Transformation numérique, europhilie                                                         | Nv.               | György Gattyán   | 0 / 21           |                  |

## Résultats
| Parti ou coalition       | Parti ou coalition                                                                                            | Voix      | %     | +/-   | Sièges | +/-           | Groupe | Groupe |
| ------------------------ | --- | --------- | ----- | ----- | ------ | ------------- | ------ | ------ |
|                          | Fidesz – KDNP                                                                                                 | 2 048 211 | 44,82 | 7,74  | 11     | 2             | PfE    |        |
|                          | Parti Respect et liberté (TISZA)                                                                              | 1 352 699 | 29,60 | Nv.   | 7      | 7             | PPE    |        |
|                          | Coalition démocratique (DK) - Parti socialiste hongrois (MSZP) - Parti du dialogue pour la Hongrie (Dialogue) | 367 162   | 8,03  | 14,63 | 2      | 3             | S&D    |        |
|                          | Mouvement Notre patrie (MHM)                                                                                  | 306 404   | 6,71  | 3,42  | 1      | 1             | ESN    |        |
|                          | Mouvement Momentum (MM)                                                                                       | 169 082   | 3,70  | 6,23  | 0      | 2             |        |        |
|                          | Parti hongrois du chien à deux queues (MKKP)                                                                  | 163 960   | 3,59  | 0,97  | 0      | en stagnation |        |        |
|                          | Jobbik - Conservateurs                                                                                        | 45 404    | 0,99  | 5,35  | 0      | 1             |        |        |
|                          | LMP – Parti vert de Hongrie (LMP)                                                                             | 39 646    | 0,87  | 1,31  | 0      | en stagnation |        |        |
|                          | Parti de l'Ère de la seconde réforme (2RK)                                                                    | 30 961    | 0,68  | Nv.   | 0      | en stagnation |        |        |
|                          | Parti de tout le peuple hongrois (MMN)                                                                        | 29 285    | 0,64  | Nv.   | 0      | en stagnation |        |        |
|                          | Mouvement solution (MEMO)                                                                                     | 16 806    | 0,37  | Nv.   | 0      | en stagnation |        |        |
|                          | |           |       |       |        |               |        |        |
| Votes valides            | Votes valides                                                                                                 | 4 569 620 | 98,58 |       |        |               |        |        |
| Votes blancs et nuls     | Votes blancs et nuls                                                                                          | 65 949    | 1,42  |       |        |               |        |        |
| Total                    | Total | 4 635 569 | 100   | -     | 21     | en stagnation | -      |        |
| Abstentions              | Abstentions                                                                                                   | 3 019 775 | 39,45 |       |        |               |        |        |
| Inscrits / Participation | Inscrits / Participation                                                                                      | 7 655 344 | 60,55 |       |        |               |        |        |